# Marco Tamanini
Marco Tamanini (Verona, 7 juli 1954) is een Italiaans componist, muziekpedagoog en dirigent.

## Levensloop
Tamanini studeerde compositie, instrumentatie en koormuziek aan het Conservatorio Statale di Musica "Evaristo Felice dall'Abaco" te Verona en orkestdirectie aan het Conservatorio Statale di Musica "Gioacchino Rossini" in Pesaro. Hij nom ook deel aan meesterklassen bij Ton Koopman (orgel), Francesco Valdambrini en Charles Guinovart (analyse), Jordi Casas en Peter Eidenbenz (koordirectie), Sándor Veress (compositie) en Alceo Galliera (orkestdirectie).
Van 1990 tot 1993 was hij kapelmeester van de Banda musicale della Polizia di Stato a Roma (harmonieorkest van de staatspolitie) te Rome. Vervolgens was hij gastdirigent bij het Civica Orchestra di Fiati di Padova en het Civica Orchestra di Fiati di Milano. In 1999 was hij dirigent van de "Banda Musicale Cittadina di Grezzana" en nom aan het concours van de federatie van harmonieorkesten in de regio Veneto deel. Zij wonnen de 2e prijs in de hoogste divisie, waarbij geen 1e prijs toegekend werd. Hij is oprichter en dirigent van het blazerskamerensemble Nuova Ricerca Contemporanea in Verona.
Als docent voor instrumentatie werkte hij aan het Conservatorio di Musica Niccolò Piccinni te Bari en aan het Conservatorio di Musica "Arrigo Boito" in Parma. Aan deze conservatoria richtte hij ook harmonieorkesten op en werd hun dirigent. Van 1994 tot 2006 was hij professor aan het Conservatorio "Giuseppe Verdi" (Milaan) in Milaan. Ook aan dit conservatorium richtte hij een harmonieorkest op en werd dirigent. Tegenwoordig is hij docent aan het Conservatorio "F.A.Bonporti" in Trente.
Samen met Franco Cesarini was hij finalist bij de wedstrijd voor de benoeming tot dirigent voor de Civica Filarmonica di Lugano. Hij is ook een veelgevraagd jurylid bij nationale (Flicorno d'Oro, Riva del Garda ezv.) en internationale concoursen van blaasorkesten.
Naast vele bewerkingen van klassieke werken voor harmonieorkest componeert hij ook zelf voor harmonieorkesten en schrijft kamermuziek. Hij werd bij nationale en internationale compositiewedstrijden onderscheiden.

## Composities

### Werken voor harmonieorkest
- 2002 Enjoy, voor harmonieorkest
  1. Enjoy the rhythm
  2. Enjoy the melody
  3. Enjoy the swing
- Ambac, marcia ufficiale
- Cabriolet Suite, voor harmonieorkest
- Cerimonial fanfare, voor harmonieorkest
- Circus Fantasy, voor harmonieorkest
- Excalibur, voor harmonieorkest
- Explorers, voor harmonieorkest
- Fiesta de Rio, voor harmonieorkest
- Free Time, marcia brillante
- Merry melodies, voor harmonieorkest
- Sempre Verdi, voor harmonieorkest
- Wind Energy, voor harmonieorkest